# Лірилумаб
Лірилумаб (англ. Lirilumab) — людське моноклональне антитіло, призначене для лікування раку. Він зв'язується з імуноглобуліноподібним рецептором кілерних клітин. Лірилумаб був розроблений компанією «Innate Pharma», та ліцензований «Bristol-Myers Squibb».

## Клінічні дослідження
Клінічне дослідження ІІ фази для лікування гострого мієлобластного лейкозу було достроково завершено (невдале) у 2017 році. Препарат було зареєстровано для дослідження в лікуванні плоскоклітинного раку голови та шиї, проте це дослідження можуть припинити.
Станом на листопад 2017 року було зареєстровано 9 активних клінічних дсліджень лірилумабу.